# Desmantelamiento de instalaciones nucleares

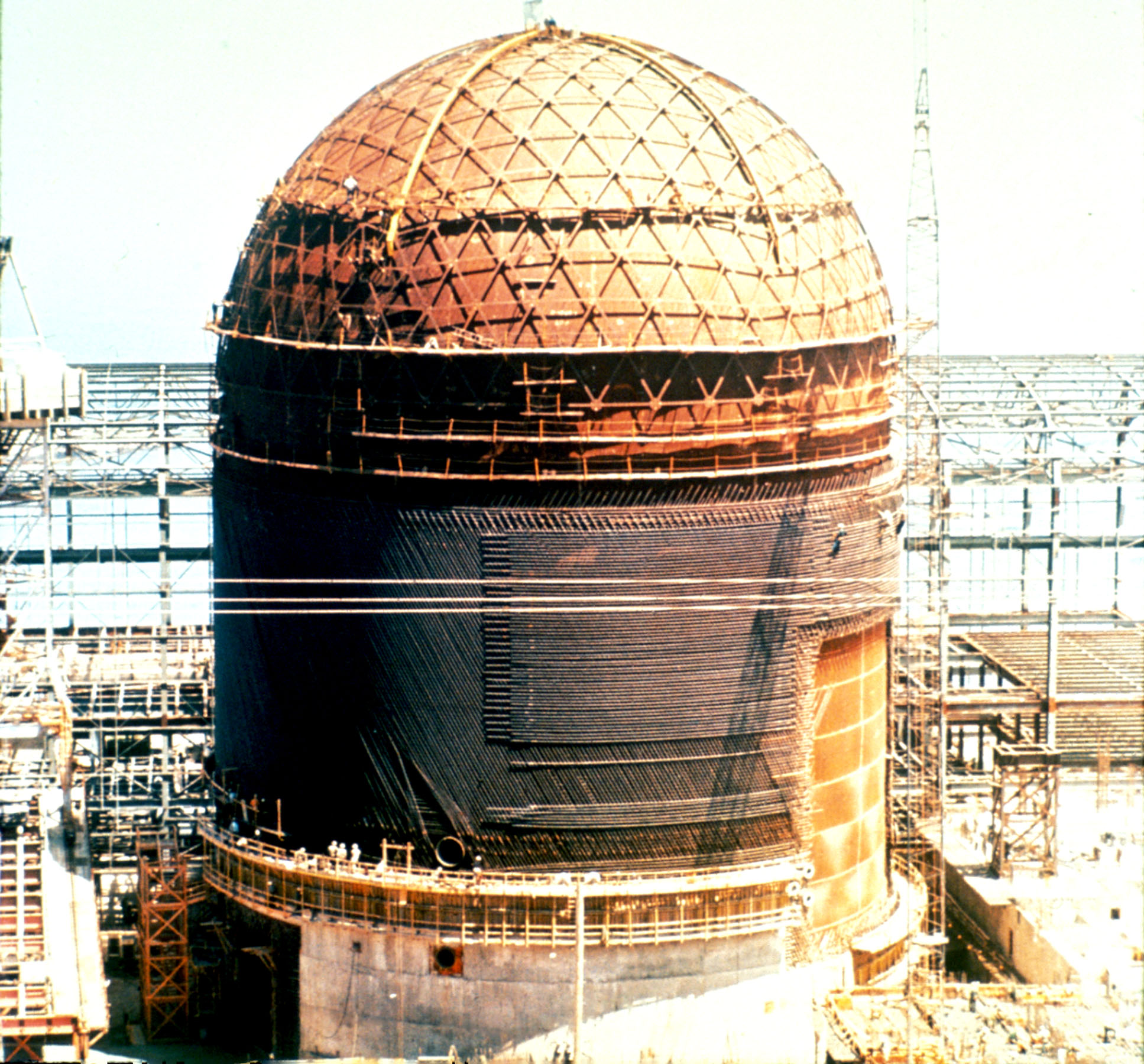
Ejemplo de desmantelamiento en proceso.

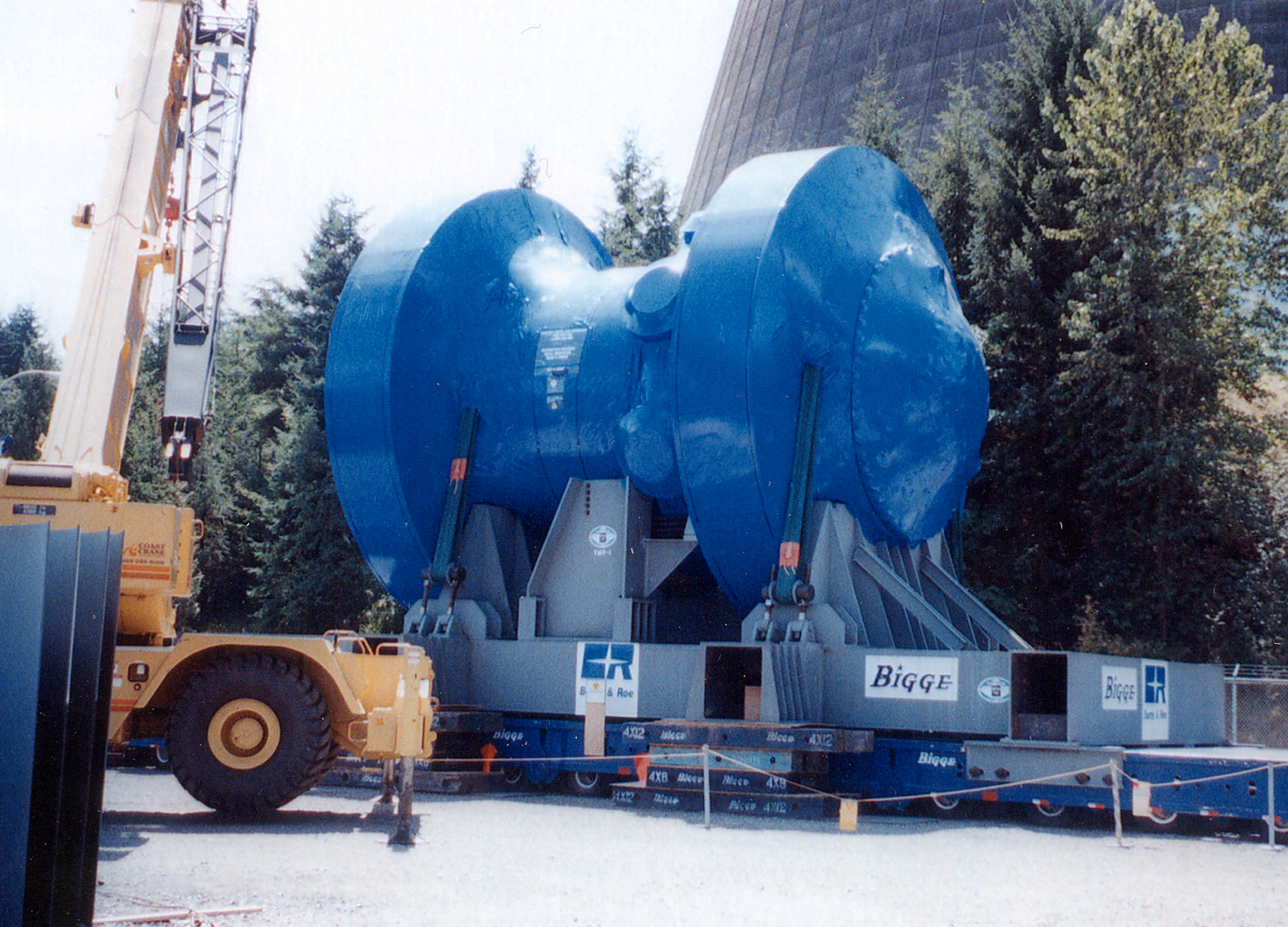
Transporte de una vasija de un reactor nuclear. Imagen cortesía de la NRC.

El desmantelamiento de centrales nucleares o desmantelamiento nuclear es el proceso por el cual una central nuclear es desmantelada al punto de que no son más necesarias medidas de protección contra la radiación. La presencia de material radiactivo requiere de procesos que están clasificados como laboralmente peligrosos, una amenaza para el ambiente natural, caros e intensivos en uso del tiempo.
El desmantelamiento de centrales nucleares se distingue del desmantelamiento 'convencional' en la existencia de materiales radiactivos o fisiles que requieren de medidas de tratamiento especiales.
El desmantelamiento involucra diversas acciones técnicas administrativas, incluyendo la descontaminación y demolición progresiva de la planta. Una vez que la instalación está desmantelada, no debería subsistir riesgos de accidentes radiactivos que pudiesen afectar a las personas. Después de que las instalaciones han sido completamente desmanteladas, estas ya no se encuentran bajo la necesidad de control regulatorio de la autoridad respectiva y el concesionario de la central ya no es responsable por el cumplimiento de las normas de seguridad nuclear. El desmantelamiento puede ser hasta llegar al estado de una "tierra virgen".
Los objetivos buscados en el desmantelamiento son:
- Acondicionar a largo plazo el emplazamiento en una condición segura para su utilización sin restricciones.
- Desmantelar la instalación de forma segura y con eficiencia económica.

## Opciones de desmantelamiento
El Organismo Internacional de Energía Atómica ha definido tres opciones para el desmantelamiento:
- Desmantelamiento inmediato: Esta opción permite que la instalación sea excluida del control regulador en un periodo relativamente corto, tras la parada o finalización de las prácticas reguladas. Normalmente se llega al final del desmantelamiento en unos meses o años, tras lo cual, el emplazamiento puede está disponible para su reutilización para otras aplicaciones.

- Desmantelamiento diferido: Esta opción retrasa la liberación del control por un período mayor que en el caso de desmantelamiento inmediato, del orden de 40 a 60 años. La instalación se configura en una especie de almacén de residuos radiactivos, hasta el desmantelamiento final.

- Enterramiento: Esta opción consiste en acondicionar la instalación de forma que permita la permanencia de parte o todo el material radiactivo. Normalmente se reduce el tamaño de área donde se localiza el material radiactivo envolviendo la instalación en una estructura protectora que pueda resistir por un período suficientemente largo como para que la radiactividad decaiga a niveles aceptables.

## Inventario radiológico
Uno de los factores clave para poder desarrollar correctamente un desmantelamiento de una instalación nuclear es disponer de un inventario radiológico, ya que es clave para decir, tanto el modo de desmantelamiento como la planificación del mismo. El grado de descontaminación y el traslado y tratamiento del material radiactivo es una función directa del tipo y magnitud de la fuente radiactiva. Un inventario preciso es necesario para estimar las exposiciones de los trabajadores, así como los impactos ambientales.
Según su origen, los materiales radiactivos pueden ser:
- Procedentes de activación neutrónica
- Contaminación externa depositada en superficies.

## Plan de desmantelamiento
Es necesario realizar un plan de desmantelamiento que sirva como base para organizar las actividades que han de desarrollar los participantes en el proyecto, así como para informar a la autoridad reguladora para poder obtener los permisos necesarios. El plan ha de contemplar los criterios de descontaminación, incluyendo los límites de contaminación superficial actividad dispersada final aceptables.

## Técnicas de desmantelamiento
Algunas de las técnicas empleadas en el desmantelamiento de instalaciones nucleares son:
- *Segmentación. Es una de las actividades principales, especialmente cuando existe contaminación radiactiva o activación, lo que en ciertos casos requiere actuación a distancia mediante robots. Consiste en el troceado de grandes componentes en secciones más manejables.

Corte con hilo de diamante en estructura metálica. Se utilizan técnicas de corte con hilo de diamante aplicado a aceros inoxidables y aceros al carbono. Técnica que evita la dispersión de agentes contaminantes y permite los trabajos a distancia. 
- Proceso de arco de plasma. Se establece un arco de corriente continua entre un electrodo de wolframio y un material conductor en una corriente de gas (por ejemplo, argón), a temperaturas de 10000-24000 °C.

- Quemador de oxígeno. Se produce una ignición en una mezcla de gas combustible y oxígeno en el orificio de un lanzallamas. En ocasiones se denomina a esta técnica como soldadura a gas. Normalmente no pueden cortar acero inoxidable, aluminio, otros metales no ferrosos o metales con altos porcentajes de hierro.

- Lanza de reacción termita. Una tubería de hierro se empaqueta con una combinación de acero, aluminio e hilos de magnesio con un flujo de oxígeno mantenido.

- Corte con explosivos. Un núcleo explosivo, rodeado de un recubrimiento de plomo, aluminio, cobre o plata, permite una detonación con un flujo a reacción de productos de combustión. Se utiliza normalmente con objetos de geometría compleja o se requiere varias corte simultáneos.

- Sierras de guillotina.

- Cortadora circular. Cortadoras circulares autopropulsadas que cortan al moverse alrededor de la circunferencia exterior de un tubería o conducción.

- Corte abrasivo. Es una rueda propulsada eléctrica, hidráulica o neumáticamente, formada por partículas de aluminio o de carburo de silicio.

- Sierra de arco. Es una hoja de sierra circular sin dientes que corta un mental conductor sin contacto físico con la pieza.

- Demolición de hormigón. Prácticamente cada programa de desmantelamiento implica la demolición o descontaminación de estructuras de hormigón.

- Explosiones controladas. Es el método de demolición recomendado para secciones de hormigón grueso reforzado o grandes masas de hormigón. La dirección del movimiento del material se controla mediante la técnica de detonación retrasada.

- Bola de demolición.

- Arietes neumáticos e hidráulicos. Se utilizan para estructuras de hormigón poco reforzadas y la demolición interior en áreas confinadas. Producen poco ruido y vibraciones.

- Corte de llama. Una reacción de termita con una mezcla de hierro y aluminio que se oxida en un chorro a reacción de oxígeno puro.

- Divisor de rocas. Una cuña que puede expandirse hidraúlicamente en un agujero previamente perforado para romper rocas u hormigón. Puede operarse mediate presión de aire, motores de gasolina o eléctricos.

- Demolición con Bristar. Un compuesto expandible químicamente se utiliza para rellenear agujeros para provocar tensiones en el hormigón.

- Perforación con agujas. Un perforador de punta de diamante o carburo se utiliza para perforar agujeros en el hormigón, de forma muy densa.

- Martillos neumáticos

## Experiencia
Hasta el momento se han desmantelado un amplio rango de instalaciones nucleares, incluyendo centrales nucleares, reactores nucleares, plantas de producción de isótopos, aceleradores de partículas, minas de uranio.
Ejemplo de instalaciones desmanteladas o en proceso de desmantelamiento en España son:
- Planta Elefante
- Planta Quercus
- Fábrica de Uranio de Andújar
- Ciemat
- Central Nuclear de Vandellós I
- Planta Lobo
- Central Nuclear Jose Cabrera